# The Thomist
The Thomist (in inglese: Il tomista), noto anche come The Thomist: A Speculative Quarterly Review, è una rivista accademica trimestrale in lingua inglese, che si occupa di filosofia e teologia cattolica. Fu fondata nel 1939.
Sottoposta a revisione paritaria, è pubblicata dalla Pontificia Facoltà dell'Immacolata Concezione, appartenente alla Dominican House of Studies, in collaborazione con dai Padri Domenicani della Provincia di San Giuseppe, e distribuita dalla Catholic University of America Press.
La rivista pubblica articoli accademici e recensioni.